# Бубнівщинська сільська рада
Бубнівщи́нська сільська́ ра́да — адміністративно-територіальна одиниця та орган місцевого самоврядування у Прилуцькому районі Чернігівської області. Адміністративний центр — село Бубнівщина.

## Загальні відомості
Бубнівщинська сільська рада утворена у 1943 році.
- Територія ради: 36,22 км²
- Населення ради: 311 особа (станом на 2001 рік)

## Населені пункти
Сільській раді були підпорядковані населені пункти:
- с. Бубнівщина

## Склад ради
Рада складалася з 12 депутатів та голови.
- Голова ради: Ференц Любов Василівна
- Секретар ради: Кодола Олена Ігорівна

### Керівний склад попередніх скликань
| Прізвище, ім'я, по батькові | Основні відомості                                                               | Дата обрання | Дата звільнення |
| --------------------------- | ------------------------------------------------------------------------------- | ------------ | --------------- |
| Ференц Любов Василівна      | Сільський голова, 1955 року народження, освіта середня спеціальна, позапартійна | 26.03.2006   | 31.10.2010      |
| Ференц Любов Василівна      | Сільський голова, 1955 року народження, освіта середня спеціальна, позапартійна | 31.10.2010   |                 |

Примітка: таблиця складена за даними сайту Верховної Ради України

### Депутати
За результатами місцевих виборів 2010 року депутатами ради стали:

#### За суб'єктами висування
| Суб'єкт висування | Кількість обраних депутатів | %   |
| ----------------- | --------------------------- | --- |
| Самовисування     | 12                          | 100 |

#### За округами
| № округу | Прізвище, ім'я, по батькові     | Дата визнання обраним | Освіта             | Партійна приналежність | Відомості про обраного депутата                 |
| -------- | ------------------------------- | --------------------- | ------------------ | ---------------------- | ----------------------------------------------- |
| 1        | Мороз Лідія Вікторівна          | 04.11.2010            | середня спеціальна | позапартійна           | пенсіонер                                       |
| 2        | Носко Наталія Володимирівна     | 04.11.2010            | середня            | позапартійна           | СТОВ «Цукровик», бухгалтер                      |
| 3        | Єгорова Катерина Порфирівна     | 04.11.2010            | середня спеціальна | позапартійна           | пенсіонер                                       |
| 4        | Кодола Олена Ігорівна           | 04.11.2010            | середня спеціальна | позапартійна           | супермаркет"Фуршет", продавець                  |
| 5        | Бурдюг Валентина Миколаївна     | 04.11.2010            | середня            | позапартійна           | тимчасово не працює                             |
| 6        | Несен Валентина Федорівна       | 04.11.2010            | середня спеціальна | позапартійна           | Бубнівщинська сільська рада, секретар виконкому |
| 7        | Носко Валентина Іванівна        | 04.11.2010            | середня спеціальна | позапартійна           | СТОВ «Цукровик», агроном                        |
| 8        | Сарафанніков Геннадій Кирилович | 04.11.2010            | середня            | позапартійний          | пенсіонер                                       |
| 9        | Стінкова Любов Миколаївна       | 04.11.2010            | середня спеціальна | позапартійна           | тимчасово не працює                             |
| 10       | Наумов Михайло Едуардович       | 04.11.2010            | середня            | позапартійний          | тимчасово не працює                             |
| 11       | Росоха Алла Леонідівна          | 04.11.2010            | середня            | позапартійна           | тимчасово не працює                             |
| 12       | Манівлець Василь Іванович       | 04.11.2010            | середня            | позапартійний          | аграрне підприємство «Холдінг», тракторист      |